# Elz (Assia)
Elz è un comune tedesco di 7 949 abitanti situato nel land dell'Assia.